# Rainha Brasileira do Café 1957
Rainha Brasileira do Café 1957 foi a 1ª edição do concurso que visava escolher a melhor representante brasileira para o certame de Rainha Internacional do Café, naquela época denominado "Rainha Continental do Café", realizado bienalmente dentro da Feira de Manizales, na Colômbia. O concurso foi promovido pelos Diários Associados, junto ao Instituto Brasileiro do Café com a presença de vinte e três (23) candidatas de oito Estados do País. A final ocorreu no dia 12 de Janeiro daquele ano no Club Homs, na capital de São Paulo e teve como vencedora a paulista de Araraquara, Cléia Honain. O concurso não teve desfile de maiô, teve apenas duas etapas: sabatina de perguntas com os jurados sobre o café e desfile de gala, com transmissão pela TV Tupi.

## Importância
O concurso foi realizado para ressaltar a importância do principal produto que o Brasil exporta, o café, bem como sua exportação e dados significativos. Além de destacar o País em uma feira internacional no País líder de exportação de café no mundo, a Colômbia, a vencedora se torna uma porta-voz e representa sua cultura e conhecimentos cafeeiros internacionalmente.

### Instituto Brasileiro do Café
Principal apoiador do concurso, o presidente do Instituto Brasileiro do Café da época, Paulo Guzzo, assim declarou sobre a competição:
| “ | O comparecimento do Brasil, por intermédio de jovens e bela representante, ao Festival de Manizales da prova do apreço com que, entre nós, são consideradas os laços de fraternidade continental. Esse concurso contribuirá para estreitar esses laços de cordialidade entre os países americanos produtores de café. É pois, uma iniciativa que não poderia deixar de merecer nosso apoio. Faço votos que a nossa Rainha do Café tenha brilhante atuação no Festival de Manizales. | ” |

Paulo Guzzo, presidente do Instituto Brasileiro do Café.

### Prêmios
A vencedora recebeu Cr$100.000 cruzeiros, despesas pagas durante sua estadia na Colômbia, além do direito de representar seu País internacionalmente e levar consigo, mais dois acompanhantes para a ocasião. As quatro princesas receberam também a importância de Cr$25.000 cruzeiros cada uma.

### Vencedora
Berta Cléia Honain é filha de cafeicultor e tem descendência libanesa. Morena de olhos verdes, Cleia respondeu corretamente quatro das cinco perguntas sobre conhecimentos gerais sobre o café feita pelos jurados da competição. A fazenda "São João da Bela Vista" de seu pai, Camilo Honain, em 1957 tinha 65 mil pés de café. Além de ter aulas de inglês com professor particular, Cleia ainda praticava vôlei, basquete e tênis. Entre seus títulos de beleza, destacam-se rainha do seu colégio, do seu clube e rainha dos esportistas de Araraquara, sua cidade natal.

## Resultados

### Colocações
| Posição     | Estado e Candidata                |
| Vencedora   | - Araraquara - Cléia Honain       |
| 1ª Princesa | - Minas Gerais - Dorotéia Antunes |
| 2ª Princesa | - Pirajuí - Maria Helena Machado  |
| 3ª Princesa | - Rio Claro - Lilian Quilici      |
| 4ª Princesa | - Paraná - Regina Victorelli      |

### Prêmio especial
| Prêmio       | Estado e Candidata             |
| Miss Encanto | - Pernambuco - Hélcia Guedes 1 |

1. Hélcia foi escolhida pelas candidatas na noite posterior ao concurso durante um baile no Hotel Danúbio.

## Jurados

### Final
Ajudaram a escolher a vencedora:
1. Armindo Maia Lello, deputado;
2. Durval Acioli, vice-presidente da FETAESP;
3. Joaquim Mulcarioba, empresário do ramo industrial;
4. Paulo Guzzo, presidente do Instituto Brasileiro do Café;
5. Luiz Piza Sobrinho, presidente da Sociedade Rural Brasileira;
6. Jaime de Almeida Pinto, secretário da Agricultura de São Paulo;
7. Osvaldo Leite Ribeiro, presidente da Bolsa Brasileira de Mercadorias;
8. Benedito Pio da Silva, representante da diretoria do Banco do Brasil;
9. Assis Chateaubriand, diretor do Diários & Emissoras Associados;
10. Edmundo Monteiro, diretor do Diários & Emissoras Associados;
11. Aleb Safadi, presidente das "Indústrias Texteis Carone";
12. Lúcia de Carvalho, Miss "Pernas" de São Paulo;

## Candidatas
Disputaram o título 23 candidatas:

### Estados
- Bahia - Enerilda Matos

- Espírito Santo - Eglaê Ribeiro Rezende

- Goiás - Norma Jeane

- Minas Gerais - Maria Dorotéia Antunes Neto

- Paraíba - Selda Cantalice Falconni

- Paraná - Regina Victorelli

- Pernambuco - Hélcia Pereira Guedes

### Municípios de São Paulo
- Araraquara - Cléia Honain

- Bauru - Reneé Zonta

- Botucatu - Maria Amélia Ferrás Pinto

- Catanduva - Maria de Lurdes Gali

- Franca - Rita Maria Dias

- Garça - Marlene Mônico

- Guaratinguetá - Maria Helenice Marques Câmara

- Marília - Maria Cássia Nardi

- Osvaldo Cruz - Maria Wanda Borges

- Ourinhos - Vera Maria Peixoto

- Pirajuí - Maria Helena Machado Guimarães

- Presidente Prudente - Rosa Ângela Figueiredo

- Rio Claro - Lilian Maria Quilici

- São Joaquim da Barra - Marilena Volpini

- São Paulo - Darci Lima

- Santos - Eline Whitaker Pires

## Histórico

### Desistência
- Palmital - Mary Zugaias

- Rio de Janeiro

### Algumas informações sobre as candidatas
- Enerilda Matos (Bahia) era filha do prefeito de Santa Inês. Desbancou outras nove candidatas para disputar o título nacional.[5]

- Maria Dorotéia Antunes (Minas Gerais) tinha 18 anos, nasceu em Muriaé e se mudou para Juiz de Fora aos 5 anos de idade.[6]

- Maria Helena Machado (Pirajuí) tinha 20 anos, dançava, tocava piano e era cantora lírica. Já deu receitais na TV.

- Lilian Quilici (Rio Claro) tinha 21 anos, representou Campinas no Miss São Paulo 1955 e já ganhou o concurso "Os Mais Belos Olhos de SP";

- Regina Victorelli (Paraná) venceu outras nove candidatas pelo título. Cursava contabilidade e a fazenda de seu Pai tinha 5 milhões de pés de café. [7]